# ريتشل مارلي
ريتشل مارلي (بالإنجليزية: Rachel Marley)‏ هي مغنية أسترالية، ولدت في 26 أبريل 1990 في سيدني في أستراليا.

## وصلات خارجية
- ريتشل مارلي على موقع ميوزك برينز (الإنجليزية)